# Phelpsiella
Phelpsiella là một chi thực vật có hoa trong họ Rapateaceae.